# 뎅겔레구

코트디부아르 뎅겔레구

뎅겔레구(프랑스어: District du Denguélé)는 코트디부아르 북서부에 위치한 구이다. 행정 중심지는 오디엔네이고, 면적은 20,900km2이다. 서쪽으로는 기니, 북쪽으로는 말리와 국경을 접하며, 동쪽으로는 사반구, 남쪽으로는 워로바구와 접한다.

## 신설
2011년 코트디부아르의 행정 구역 개편에 따라 신설되었다. 이 지역의 영토는 이전의 뎅겔레주로 구성되었다.

## 행정 구역
2개 주, 7개 도를 관할한다.
- 폴롱주
  - 카니아소도
  - 미니냥도
- 카바두구주
  - 그벨레방도
  - 마디나니도
  - 오디엔네도
  - 사마티길라도
  - 세겔롱도

## 인구
2021년 인구 조사에 따르면, 뎅겔레구는 436,015명의 인구를 가지고 있으며, 야무수크로 자치구 다음으로 인구가 적은 구이다. 인구 밀도는 2021년 기준으로 21명/km2이다.